# Catherine Osson
Catherine Osson, née le 7 février 1974 à Croix (Nord), est une femme politique française.
Membre de La République en marche, elle est députée de la huitième circonscription du Nord de 2017 à 2022.

## Biographie
Après avoir passé son enfance à Leers, Catherine Osson passe son baccalauréat au Lycée Émile-Zola de Wattrelos et une licence de géographie à l'Université Lille-I. Elle entre ensuite à l'IUFM de Douai et entre dans l’enseignement en 1997. Elle est professeure des écoles à Wattrelos depuis 2000 et directrice depuis 2007.
Au sein du Parti socialiste, Catherine Osson a été membre du conseil national, de la commission de contrôle budgétaire et membre du conseil fédéral du Nord.
Elle est adjointe au maire de Wattrelos depuis 2008, et conseillère départementale du Nord depuis 2015 où elle représente le canton de Roubaix-2.
Le 18 juin 2017, lors des élections législatives françaises de 2017, elle est élue députée dans la huitième circonscription du Nord avec 62,96 % face à la candidate FN Astrid Leplat, dans une élection marquée par un fort taux d'abstention (70 %). Elle succède à Dominique Baert, son ancien compagnon,.
Sa candidature sous l'investiture La République en marche a suscité la polémique chez certains militants socialistes et macronistes locaux,,.
Élue députée, elle cède son mandat de conseillère départementale à sa suppléante, Soraya Fahem, mais conserve son mandat de conseillère municipale à Wattrelos.
À l'Assemblée nationale, elle est membre de la commission des Finances, de l'Économie générale et du Contrôle budgétaire, et vice-présidente du groupe d'études Santé à l'école et du groupe d'amitié France-Belgique.
Le 8 novembre 2021, le Premier ministre Jean Castex lui confie une mission gouvernementale relative au fonctionnement et l’organisation de l’enseignement agricole en collaboration avec le député Luc Geismar.
Le 19 juin 2022, lors des élections législatives françaises de 2022, elle est battue avec 40,06 % face au candidat de la NUPES David Guiraud (59,94 %).

## Activité

### Loi «anti-casseurs»
À la suite de la tentative d'incendie du domicile de Richard Ferrand puis de la découverte d'une inscription antisémite sur une vitrine de commerce en marge de l'acte XIII du mouvement des Gilets Jaunes, elle témoigne, sur le plateau de Jean-Marc Morandini, des menaces et des pressions subis par les parlementaires de la majorité ainsi que leur mise sous protection policière.

## Polémique
Elle crée la polémique après avoir embauché, pour un CDD d'un mois, son ancien compagnon et ancien député, Dominique Baert en tant qu'assistant parlementaire.